# 艾布隆格車站
艾布隆格車站（波蘭語：Stacja Elbląg）是位於波蘭瓦爾米亞-馬祖里省艾布隆格的一座鐵路車站。

## 歷史
該建築建於1845-1847年。當時艾布隆格為德意志帝國領土，車站則稱為東方車站 (德語：Ostbahnhof)。現有車站於1937年重建。
在2010-2011年間，車站進行了現代化改造，耗資550萬茲羅提。2011年12月30日，現代化火車站正式啟用。